# إدوارد كرايغ (سياسي)
إدوارد كرايغ (بالإنجليزية: Edward Craig)‏ هو سياسي أمريكي، ولد في 12 نوفمبر 1896 في لوس أنجلوس في الولايات المتحدة، وتوفي في 3 أغسطس 1979 في يوربا ليندا في الولايات المتحدة. حزبياً، نشط في الحزب الجمهوري.